# Canonische Veränderungen
Die Canonischen Veränderungen über ein Weihnachtslied (auch Canonische Veränderungen über Vom Himmel hoch) sind eine fünfsätzige Orgelkomposition, die Johann Sebastian Bach 1746/1747 schrieb und 1748 im Druck herausgab (BWV 769). Das Werk ist ein typisches Beispiel des kontrapunktischen Spätstils, den Bach in seinen letzten Lebensjahren entwickelte. Die autographe Fassung mit geänderter Satzfolge steht im BWV unter der Nummer 769a.

## Entstehung und Rezeption
Die Canonischen Veränderungen entstanden als Jahresbeitrag für Lorenz Christoph Mizlers Correspondierende Societät der musicalischen Wissenschaften. Jedes Mitglied dieses Vereins war gehalten, bis zu seinem 65. Lebensjahr einmal jährlich einen musiktheoretischen Aufsatz im Druck zu veröffentlichen. Bach konnte stattdessen jeweils eine Komposition einreichen, die einen entsprechenden theoretischen Anspruch hatte. Sein Antrittsbeitrag 1747 waren die Canonischen Veränderungen. 1748 reichte er das Musikalische Opfer ein und für 1749 hatte er höchstwahrscheinlich die Kunst der Fuge geplant. Danach wäre er wegen seines Alters von weiteren Beiträgen entbunden gewesen.
Die vierbändige Ausgabe der Orgelwerke Bachs, die der Thomaskantor Johann Gottfried Schicht 1803–1806 herausgab, umfasste auch die Canonischen Veränderungen. Felix Mendelssohn Bartholdy, Robert Schumann und Johannes Brahms besaßen je ein Exemplar dieser Ausgabe. Mendelssohn nahm im Eröffnungssatz seiner Kantate Vom Himmel hoch (1831) Bezug auf die absteigenden Notenfolgen der ersten Bach-Variation. Igor Strawinsky hat die Komposition 1956 für kleinen Chor und großes Orchester bearbeitet unter weitgehender Beibehaltung des originalen Notentexts.

## Fassungen

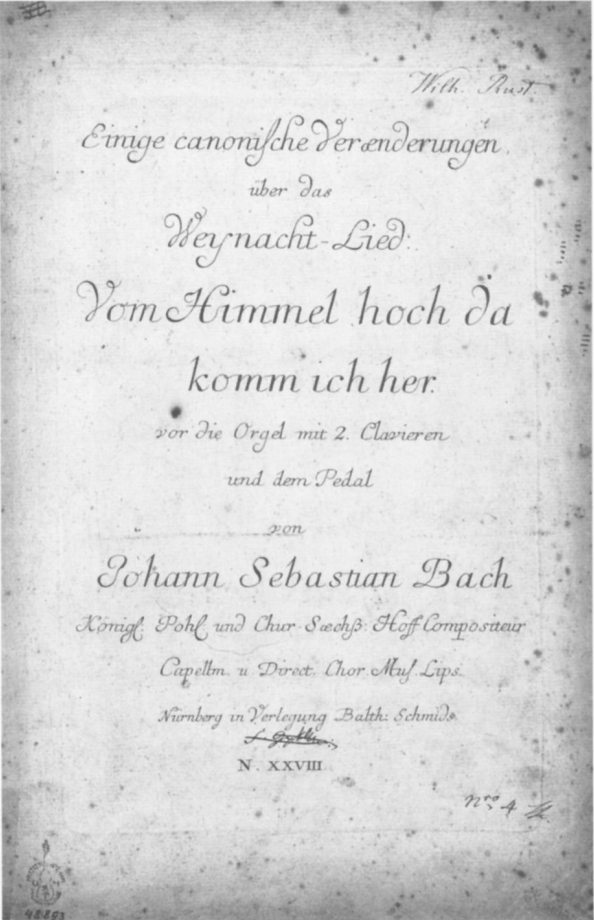
Titelblatt

Der Erstdruck trägt den Titel
Einige canonische Verænderungen / über das / Weynacht-Lied: / Vom Himmel hoch da / komm ich her. / vor die Orgel mit 2. Clavieren / und dem Pedal / von / Johann Sebastian Bach / Königl: Pohl: und Chur-Sæchß: Hoff Compositeur / Capellm. u. Direct. Chor Mus.Lips. / Nürnberg in Verlegung Balth: Schmids / N. XXVIII
Später überarbeitete Bach das Werk zweimal. Die letzte Fassung liegt im Autograph vor (BWV 769a). In dieser Fassung schob Bach den Schlusssatz zwischen den zweiten und dritten Satz ein und änderte so die gesamte Struktur des Werkes. Da der ursprüngliche Schlusssatz den kontrapunktischen Höhepunkt bildet, entstand nun aus einer auf Steigerung angelegten Satzfolge eine zentralsymmetrische Anordnung.
Die Überschrift des Autographs lautet
„Vom Himel hoch, da kom ich her, per Canones. à 2 Clav: et Pedal. di J.S.Bach“
Die späte Umstellung der Sätze ist auch in der langjährigen Auseinandersetzung der Bearbeiter um die Satzreihenfolge der Kunst der Fuge häufig als Argument herangezogen worden.

## Sätze
(Reihenfolge und Beschriftung nach dem Erstdruck)
- Variatio 1. 1. in Canone all’ Ottava, à 2. Clav: et Pedal. (12/8)
- Variatio 2. Alio Modo in Canone alla Quinta à 2 Clav: et Pedal. (C=4/4)
- Variatio 3. Canone alla Settima / Cantabile. (C)
- Variatio 4. à 2 Clav. et Pedal. per augmentationem. in Canone all’ottava. (C)
- Variatio 5. L'altra Sorte del’ Canone all’ rovercio, 1.) alla Sesta, 2) alla Terza, 3) alla Seconda, è 4) alla Nona. (C)

Variatio 1
Im Rhythmus einer an den Schlusssatz des Dritten Brandenburgischen Konzerts erinnernden stilisierten Gigue vollführen die beiden Manualstimmen einen zweistimmigen Kanon im Oktavabstand, in den das Pedal den Choral – notiert im 4/4-Takt (C) – als ruhige (Tenor-)Gegenstimme zu den Sechzehntelnoten der Kanonstimmen zeilenweise einfügt.
Variatio 2
Der zweite Satz ist ähnlich angelegt wie der erste, ist jedoch ein Kanon in der Unterquinte. Das motivische Material der Oberstimmen ist deutlich von der ersten Choralzeile abgeleitet. Anders als im vorigen Satz ist die Funktion des Cantus firmus, der wiederum im Pedal liegt, diesmal der einer Bassstimme für den Gesamtsatz.
Variatio 3
Cantabile ist der Satz überschrieben und stellt gleich von Beginn an die zweite Stimme mit einer ausdrucksvollen Gesangslinie in den Mittelpunkt. Den im Titel angekündigten Kanon in der Septime führen zwei im Autograph im Alt- und Bassschlüssel notierte Stimmen aus; sie verwenden dazu ein aus dem Themenkopf entwickeltes Motiv und etablieren so eine Schicht aus gleichmäßig und ununterbrochen laufenden Achteln, wobei die Altstimme bisweilen die Gesangslinie kreuzt. Über diesem Stimmengeflecht fügt die Oberstimme die Choralmelodie zeilenweise hinzu.
Variatio 4
Die Oberstimme beginnt mit einem weit ausgreifenden Thema, das sofort eine Oktave tiefer im Canon per augmentationem, also in der Vergrößerung, beantwortet wird. Dazwischen bewegt sich eine freie Stimme und füllt den Satz harmonisch, rhythmisch und kontrapunktisch auf. Schon nach kurzer Zeit entsteht ein dichtes Geflecht, in dem der eigentliche Kanon für den Hörer kaum mehr zu verfolgen ist. Das Pedal setzt das Choralthema als Cantus firmus im Tenor hinzu. Da die höhere Kanonstimme doppelt so schnell ist wie die tiefere, kann sie in der zweiten Hälfte des Satzes frei und virtuos geführt werden und prägt damit den Gesamteindruck des Satzes. Währenddessen führt die tiefere Stimme den Kanon zu Ende. Im Takt 39 erklingen in der zweiten Stimme die Töne b, a, c', h.
Variatio 5
In diesem Satz verwendet Bach das Choralthema selbst als kanonisches Material. Die Kanontechniken und die Verarbeitung der Choralmelodie erinnern deutlich an die Verschiedenen Canones, die Bach in sein Handexemplar des Erstdruckes der Goldbergvariationen eingetragen hat.
Das Thema wird mehrfach durchgeführt: Über einem thematisch ungebundenen Bass spielen zunächst die beiden Oberstimmen einen zweistimmigen Spiegelkanon in der Sext, der anschließend im doppelten Kontrapunkt, also mit vertauschten Stimmen als Kanon in der Terz wiederholt wird. Dann setzen Bass und Tenor mit einem ähnlichen Kanon in der Sekunde ein, hier mit hinzugefügter Mittelstimme; an dieser Stelle beginnt der Sopran (forte) mit ausladenden virtuosen Figuren; auch dieser Abschnitt wird mit Stimmtausch wiederholt. Die Schlusstakte bilden einen großartigen und in Bachs Gesamtwerk einzigartigen kontrapunktischen Höhepunkt, indem er in den verschiedenen Stimmen mehrere Choralzeilen in drei verschiedenen Tempi sowohl original als auch in Umkehrung übereinander schichtet. Im Schlusstakt erklingen auf zwei Stimmen verteilt die Töne b', a' / c", h'.